# Luxemburg al Festival de la Cançó d'Eurovisió
Luxemburg va ser un dels països que va participar en el primer Festival de la Cançó d'Eurovisió l'any 1956. Des de llavors fins a 1993 no hi va faltar més que una vegada el 1959. Va guanyar 5 dels 37 festivals en els quals va participar: el 1961, 1965, 1972, 1973 i 1983, encara que va ser superat en el rànquing històric de guanyadors només per Irlanda i Suècia.
Luxemburg a més, juntament amb Espanya, Suïssa, Irlanda i Israel, són els únics països que han guanyat el festival mentre han sigut amfitrions.
Després d'una reestructuració el 1994, la radiodifusora RTL va decidir que el país no hi participaria més. No obstant això, el 2004 tenia intenció de participar-hi a la ronda classificatòria, però no va ser econòmicament possible. Encara que sembli estrany, ja que és dels països més rics d'Europa, cal tenir en compte que seria la petita radiodifusora luxemburguesa qui hauria d'absorbir les despeses de participar en el festival. A més, les autoritats ja no volien recórrer, com passava anteriorment, a cantants estrangers per representar al país i consideraven que, entre els luxemburguesos, no existia la qualitat suficient per participar-hi.
Les ocasions en què un luxemburguès va participar per Luxemburg són comptades, ja que la gran majoria dels artistes que hi van participar eren estrangers, principalment de França, encara que també va haver-hi belgues, canadencs, alemanys, neerlandesos, grecs, nord-americans, britànics i fins i tot les espanyoles Baccara. Alguns dels artistes més coneguts que van ser reclutats pel ducat van ser France Gall, Vicky Leandros, Nana Mouskouri, Jürgen Marcus i Lara Fabian. En tant, els luxemburguesos que han representat el seu país natal al Festival han estat Camillo Felgen (1960 i 1962), Monique Melsen (1971), Sophie Carle (1984), Franck Olivier (1985), Sarah Bray (1991) i Marion Welter (1992).
La majoria de les cançons eren interpretades en francès, excepte el 1960 i el 1992 quan van ser cantades en luxemburguès.
L'any 2006, Tango TV va mostrar interès a participar-hi el 2007. No obstant això, la cadena de televisió es va declarar en fallida i el país no va poder participar-hi. El 12 de maig de 2023, la UER va anunciar a través del canal i les xarxes socials d'Eurovisió que el país tornaria al festival el 2024. Després de la classificació per a la final i un 13è lloc al concurs de Malmö, Suècia, David Gloesener, coordinador d'Eurovisió de RTL a Malmö, va confirmar que Luxemburg participaria en el concurs de 2025 a Suïssa i que ja s'havia començat a treballar. determinar el seu entrant.
En un total de 20 ocasions, Luxemburg ha quedat dins del TOP-10 en una gran final.

## Participacions
Llegenda
| Any                                   | Seu                | Artista                                                                    | Cançó                             | Final                        | Punts                        | Semifinal                   | Punts                       |
| ------------------------------------- | ------------------ | -------------------------------------------------------------------------- | --------------------------------- | ---------------------------- | ---------------------------- | --------------------------- | --------------------------- |
| 1956                                  | Lugano             | Michèle Arnaud                                                             | «Les amants de minuit»            | No es van publicar resultats | No es van publicar resultats | No va haver-hi semifinals   | No va haver-hi semifinals   |
| 1956                                  | Lugano             | Michèle Arnaud                                                             | «Ne crois pas»                    | No es van publicar resultats | No es van publicar resultats | No va haver-hi semifinals   | No va haver-hi semifinals   |
| 1957                                  | Frankfurt del Main | Danièle Dupré                                                              | «Amours mortes»                   | 4                            | 8                            | No va haver-hi semifinals   | No va haver-hi semifinals   |
| 1958                                  | Hilversum          | Solange Berry                                                              | «Un grand amour»                  | 9                            | 1                            | No va haver-hi semifinals   | No va haver-hi semifinals   |
| No hi va participar en 1959           |                    |                                                                            |                                   |                              |                              |                             |                             |
| 1960                                  | Londres            | Camillo Felgen                                                             | «Sota laang we's du do bast»      | 13                           | 1                            | No va haver-hi semifinals   | No va haver-hi semifinals   |
| 1961                                  | Canes              | Jean-Claude Pascal                                                         | «Nous els amoureux»               | 1                            | 31                           | No va haver-hi semifinals   | No va haver-hi semifinals   |
| 1962                                  | Luxemburg          | Camillo Felgen                                                             | «Petit bonhomme»                  | 3                            | 11                           | No va haver-hi semifinals   | No va haver-hi semifinals   |
| 1963                                  | Londres            | Nana Mouskouri                                                             | «À force de prier»                | 8                            | 13                           | No va haver-hi semifinals   | No va haver-hi semifinals   |
| 1964                                  | Copenhaguen        | Hugues Aufray                                                              | «Dès que li printemps revient»    | 4                            | 14                           | No va haver-hi semifinals   | No va haver-hi semifinals   |
| 1965                                  | Nàpols             | France Gall                                                                | «Poupée de cire, poupée de son»   | 1                            | 32                           | No va haver-hi semifinals   | No va haver-hi semifinals   |
| 1966                                  | Luxemburg          | Michèle Torr                                                               | «Ce soir je t'attendais»          | 10                           | 7                            | No va haver-hi semifinals   | No va haver-hi semifinals   |
| 1967                                  | Viena              | Vicky Leandros                                                             | «L'amour est bleu»                | 4                            | 17                           | No va haver-hi semifinals   | No va haver-hi semifinals   |
| 1968                                  | Londres            | Chris Baldo i Sophie Garel                                                 | «Nous vivrons d'amour»            | 11                           | 5                            | No va haver-hi semifinals   | No va haver-hi semifinals   |
| 1969                                  | Madrid             | Romuald                                                                    | «Cathérine»                       | 11                           | 7                            | No va haver-hi semifinals   | No va haver-hi semifinals   |
| 1970                                  | Amsterdam          | David Alexandre Winter                                                     | «Je suis tombé du ciel»           | 12                           | 0                            | No va haver-hi semifinals   | No va haver-hi semifinals   |
| 1971                                  | Dublín             | Monique Melsen                                                             | «Pomme, pomme, pomme»             | 13                           | 70                           | No va haver-hi semifinals   | No va haver-hi semifinals   |
| 1972                                  | Edimburg           | Vicky Leandros                                                             | «Après toi»                       | 1                            | 128                          | No va haver-hi semifinals   | No va haver-hi semifinals   |
| 1973                                  | Luxemburg          | Anne-Marie David                                                           | «Tu te reconnaîtras»              | 1                            | 129                          | No va haver-hi semifinals   | No va haver-hi semifinals   |
| 1974                                  | Brighton           | Ireen Sheer                                                                | «Bye bye I love you»              | 4                            | 14                           | No va haver-hi semifinals   | No va haver-hi semifinals   |
| 1975                                  | Estocolm           | Geraldine                                                                  | «Toi»                             | 5                            | 84                           | No va haver-hi semifinals   | No va haver-hi semifinals   |
| 1976                                  | La Haia            | Jürgen Marcus                                                              | «Chansons pour ceux qui s'aiment» | 14                           | 17                           | No va haver-hi semifinals   | No va haver-hi semifinals   |
| 1977                                  | Londres            | Anne-Marie B                                                               | «Frère Jacques»                   | 16                           | 17                           | No va haver-hi semifinals   | No va haver-hi semifinals   |
| 1978                                  | París              | Baccara                                                                    | «Parlez-vous français?»           | 7                            | 73                           | No va haver-hi semifinals   | No va haver-hi semifinals   |
| 1979                                  | Jerusalem          | Jeane Manson                                                               | «J'ai déjà vu ça dans tes yeux»   | 13                           | 44                           | No va haver-hi semifinals   | No va haver-hi semifinals   |
| 1980                                  | La Haia            | Sophie & Magaly                                                            | «Papa/Papa pingouin»              | 9                            | 56                           | No va haver-hi semifinals   | No va haver-hi semifinals   |
| 1981                                  | Dublín             | Jean-Claude Pascal                                                         | «C'est peut-être pas l'Amérique»  | 11                           | 41                           | No va haver-hi semifinals   | No va haver-hi semifinals   |
| 1982                                  | Harrogate          | Svetlana                                                                   | «Cours après li temps»            | 6                            | 78                           | No va haver-hi semifinals   | No va haver-hi semifinals   |
| 1983                                  | Múnic              | Corinne Hermès                                                             | «Si la vie est cadeaux»           | 1                            | 142                          | No va haver-hi semifinals   | No va haver-hi semifinals   |
| 1984                                  | Luxemburg          | Sophie Carle                                                               | «100% d'amour»                    | 10                           | 39                           | No va haver-hi semifinals   | No va haver-hi semifinals   |
| 1985                                  | Göteborg           | Margo, Franck Olivier, Diane Solomon, Ireen Sheer, Chris i Malcolm Roberts | «Children, Kinder, Enfants»       | 13                           | 37                           | No va haver-hi semifinals   | No va haver-hi semifinals   |
| 1986                                  | Bergen             | Sherisse Laurence                                                          | «L'amour de ma vie»               | 3                            | 117                          | No va haver-hi semifinals   | No va haver-hi semifinals   |
| 1987                                  | Brussel·les        | Plastic Bertrand                                                           | «Amour, amour»                    | 21                           | 4                            | No va haver-hi semifinals   | No va haver-hi semifinals   |
| 1988                                  | Dublín             | Lara Fabian                                                                | «Croire»                          | 4                            | 90                           | No va haver-hi semifinals   | No va haver-hi semifinals   |
| 1989                                  | Lausana            | Park Cafè                                                                  | «Monsieur»                        | 20                           | 8                            | No va haver-hi semifinals   | No va haver-hi semifinals   |
| 1990                                  | Zagreb             | Céline Carzo                                                               | «Quand je te rêve»                | 13                           | 38                           | No va haver-hi semifinals   | No va haver-hi semifinals   |
| 1991                                  | Roma               | Sarah Bray                                                                 | «Un baiser volé»                  | 14                           | 29                           | No va haver-hi semifinals   | No va haver-hi semifinals   |
| 1992                                  | Malmö              | Marion Welter i Kontinent                                                  | «Sou fräi»                        | 21                           | 10                           | No va haver-hi semifinals   | No va haver-hi semifinals   |
| 1993                                  | Millstreet         | Modern Times                                                               | «Donne-moi uneix chance»          | 20                           | 11                           | Kvalifikacija za Millstreet | Kvalifikacija za Millstreet |
| No hi va participar entre 1994 i 2023 |                    |                                                                            |                                   |                              |                              |                             |                             |
| 2024                                  | Malmö              | Tali                                                                       | «Fighter»                         | 13                           | 103                          | 5                           | 117                         |
| 2025                                  | Basilea            | Laura Thorn                                                                | «La poupée monte le son»          |                              |                              |                             |                             |

## Festivals organitzats a Luxemburg

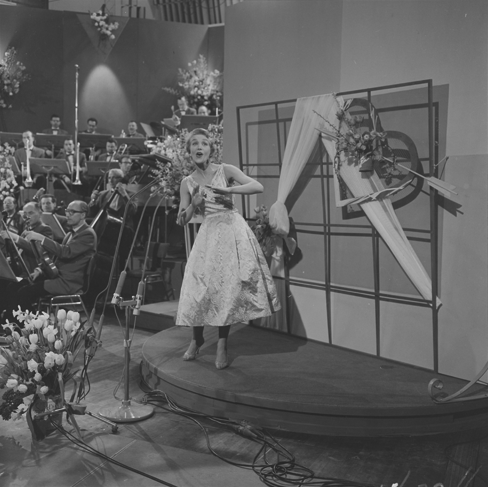
Solange Berry, a Hilversum (1958.

| Edició                                | Ciutat seu          | Localització             | Presentandors     |
| ------------------------------------- | ------------------- | ------------------------ | ----------------- |
| Festival de la Cançó d'Eurovisió 1962 | Ciutat de Luxemburg | Vila Louvigny            | Mireille Delannoy |
| Festival de la Cançó d'Eurovisió 1966 | Ciutat de Luxemburg | Vila Louvigny            | Josiane Shen      |
| Festival de la Cançó d'Eurovisió 1973 | Ciutat de Luxemburg | Gran Teatre de Luxemburg | Helga Guitton     |
| Festival de la Cançó d'Eurovisió 1984 | Ciutat de Luxemburg | Gran Teatre de Luxemburg | Désirée Nosbusch  |

## Votació de Luxemburg
Fins a la seva última participació, en 1993, la votació de Luxemburg ha estat:
| Més punts atorgats | Més punts atorgats | Més punts atorgats |
| Pos.               | País               | Punts              |
| ------------------ | ------------------ | ------------------ |
| 1                  | Regne Unit         | 174                |
| 2                  | França             | 121                |
| 3                  | Irlanda            | 116                |
| 4                  | Suïssa             | 106                |
| 5                  | Espanya            | 91                 |

| Més punts rebuts | Més punts rebuts | Més punts rebuts |
| Pos.             | País             | Punts            |
| ---------------- | ---------------- | ---------------- |
| 1                | Portugal         | 97               |
| 2                | Irlanda          | 95               |
| 3                | França           | 89               |
| 4                | Regne Unit       | 87               |
| 5                | Finlàndia        | 83               |

## 12 punts
- Luxemburg ha donat 12 punts a:

### Final (1975 - 1993)
| Any  | País          | Any  | País          |
| ---- | ------------- | ---- | ------------- |
| 1975 | Regne Unit    | 1985 | Itàlia        |
| 1976 | Mònaco        | 1986 | Suïssa        |
| 1977 | Regne Unit    | 1987 | França        |
| 1978 | Israel        | 1988 | Països Baixos |
| 1979 | França        | 1989 | Regne Unit    |
| 1980 | Països Baixos | 1990 | Alemanya      |
| 1981 | França        | 1991 | Suïssa        |
| 1982 | Regne Unit    | 1992 | Malta         |
| 1983 | Alemanya      | 1993 | Suïssa        |
| 1984 | Bèlgica       |      |               |